# Louis Duport
Pour les articles homonymes, voir Louis Duport (homonymie) et Duport.
Louis-Antoine Duport est un danseur et maître de ballet français né à Paris en 1781 et mort dans cette même ville le 19 octobre 1853.
Après avoir étudié la danse avec Jean-François Coulon, il commence sa carrière avec sa sœur Marie-Adélaïde sur les Boulevards et à l'Ambigu-Comique, puis débute à l'Opéra de Paris en 1800. Il y devient rapidement premier danseur, en rivalité avec Auguste Vestris comme danseur et avec Pierre Gardel comme chorégraphe. Il rompt unilatéralement son contrat en 1808 et s'enfuit de Paris pour Saint-Pétersbourg, en passant par Vienne.
Mademoiselle George et quelques acteurs (parmi lesquels Louis Duport) avaient fui vers la Russie. Il a été admis à Saint-Pétersbourg comme immigrant politique ayant fui Napoléon. Son succès en Russie fut très grand. Même Léon Tolstoï a mentionné son nom dans son roman Guerre et Paix quand il parlait de la vie russe à cette époque.
Au Théâtre Bolchoï Kamenny et au Théâtre de l'Ermitage (théâtre pour la famille du tzar et sa cour), il danse dans les ballets de Charles-Louis Didelot, de Charles Le Picq et d'Ivan Valberkh. À Saint-Pétersbourg, Duport a composé plusieurs ballets : Figaro, Le Jugement de Pâris, La Rose de Solange, La Fête d’un bon propriétaire (Праздник доброго помещика), etc. À Saint-Pétersbourg de 1808 à 1812, il est ensuite nommé maître de ballet à Naples et revient à Vienne comme professeur et directeur du Théâtre de la Porte de Carinthie. En 1813, il se marie avec sa partenaire préférée, la ballerine viennoise Thérèse Neumann.
Après avoir passé quelques saisons à Naples, Londres et Turin, il revient à Paris en 1836 et se retire de la vie active.
Il est inhumé au cimetière du Père-Lachaise (10e division),.

## Œuvres
- 1805 : Acis et Galatée (Opéra de Paris)
- 1806 : Figaro, d'après Jean-Baptiste Blache (Opéra de Paris)
- 1806 : L'Hymen de Zéphyr (Opéra de Paris)
- 1808 : Figaro (Vienne)
- 1808 : Les Amours de Vénus et Adonis (Saint-Pétersbourg)
- 1812 : Zephyr (Vienne)
- 1812 : Die Spanische Abendunterhaltung (Vienne)
- 1812 : Der Blöde Ritter (Vienne)
- 1813 : Telemach auf der Insel Kalypso (Vienne)
- 1813 : Aschenbrödel (Vienne)
- 1813 : Der Ländliche Tag (Vienne)
- 1813 : Die Maskerade (Vienne)
- 1813 : Acis und Galatea (Vienne)
- 1813 : Die Erziehung des Adonis (Vienne)
- 1814 : La Fille mal gardée, d'après Jean Dauberval (Vienne)
- 1817 : Le Virtu premiata (Naples)
- 1819 : Adolphe et Mathilde (Londres)
- 1819 : Les Six Ingénus (Londres)
- 1819 : La Rose (Londres)
- 1822 : Le Jugement de Pâris
- 1831 : L'Ottavino (Turin)